# アルプス (ワイナリー)

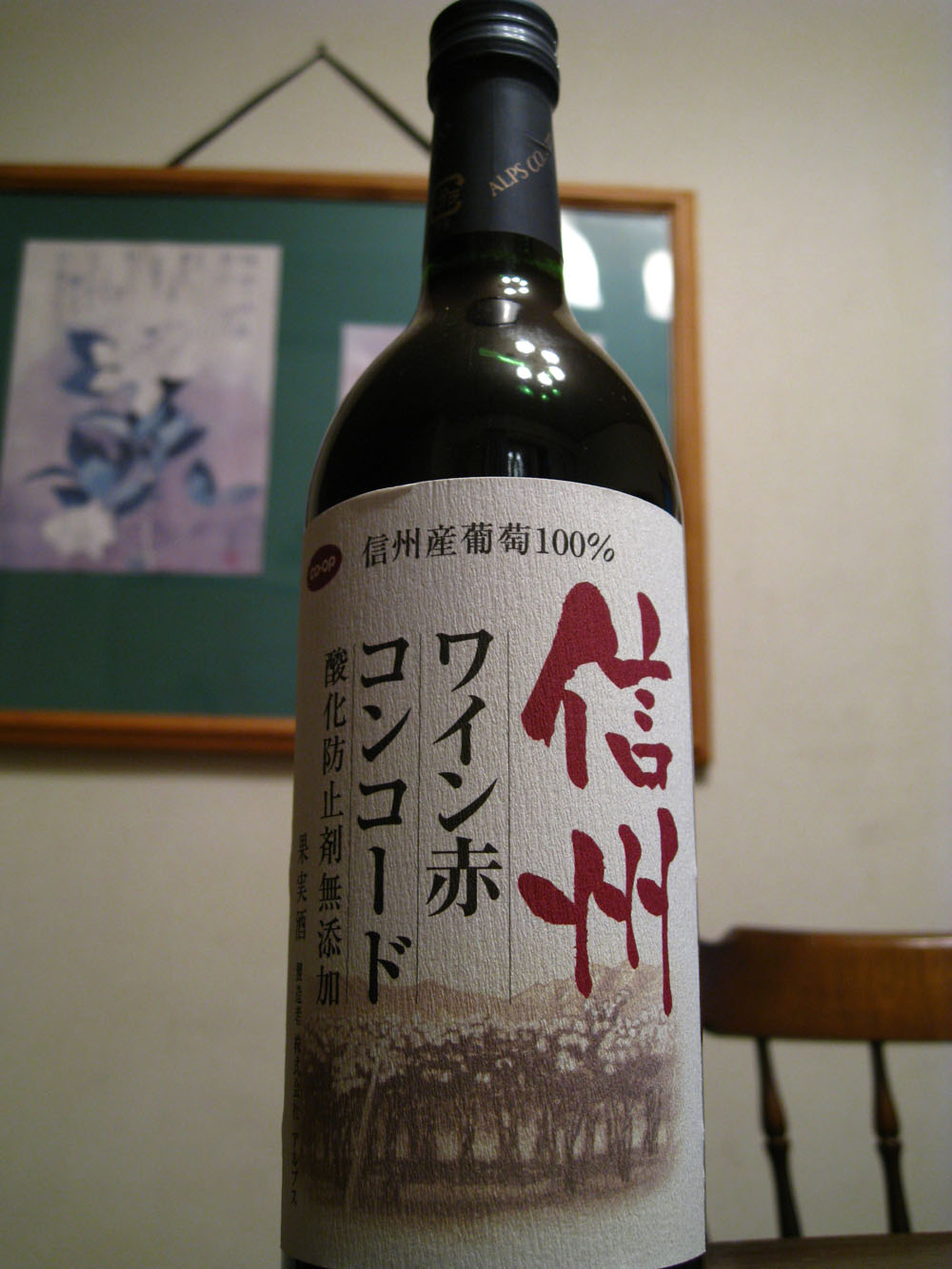
コープの「信州ワイン」は、アルプスが製造を手がけたものである

株式会社アルプス（英: Alps Co.,Ltd.）は、長野県塩尻市塩尻町にあるワインメーカーである。

## 概要
1927年（昭和2年）、桔梗ヶ原で「アルプス葡萄酒醸造所」の社名で創業したことに始まる。1947年（昭和22年）、果汁の製造、1955年（昭和30年）、濃縮果汁の製造に着手する。1974年（昭和49年）、本社工場を現在地に移転した。その後、須坂工場の増設、本社工場の増設などで施設の拡大を行った。2009年（平成21年）、桔梗ヶ原などの耕作放棄地の「ぶどう園」化を進めた。

## 沿革
- 1927年（昭和2年） - ワイン醸造免許を取得、「アルプス葡萄醸造所」として創業。
- 1947年（昭和22年） - ストレート果汁の製造を開始。
- 1955年（昭和30年） - 濃縮果汁の製造を開始。
- 1962年（昭和37年） - 株式会社に改組、「株式会社アルプス」に改称。
- 1966年（昭和41年） - 長野県須坂市に須坂工場を新設。
- 1970年代 - 県内のぶどう栽培農家と「アルプス出荷組合」を結成。
- 1974年（昭和49年） - 本社工場を現在地に新設。
- 2002年（平成14年） - 地下ワインセラーを新設。
- 2008年（平成20年） - 農業法人「アルプスファーム」を設立。
- 2009年（平成21年） - 桔梗ヶ原などの耕作放棄地をぶどう園に転換。
- 2013年（平成25年） - 「塩尻広丘倉庫」を建設[3]。

## 利用情報
- 野田屋（直営店）
  - 所在地 - 長野県塩尻市大門八番町9-1 （塩尻駅ビル内）
  - 営業時間 - 年中無休、午前10時-午後7時30分
  - 工場見学 - 不可

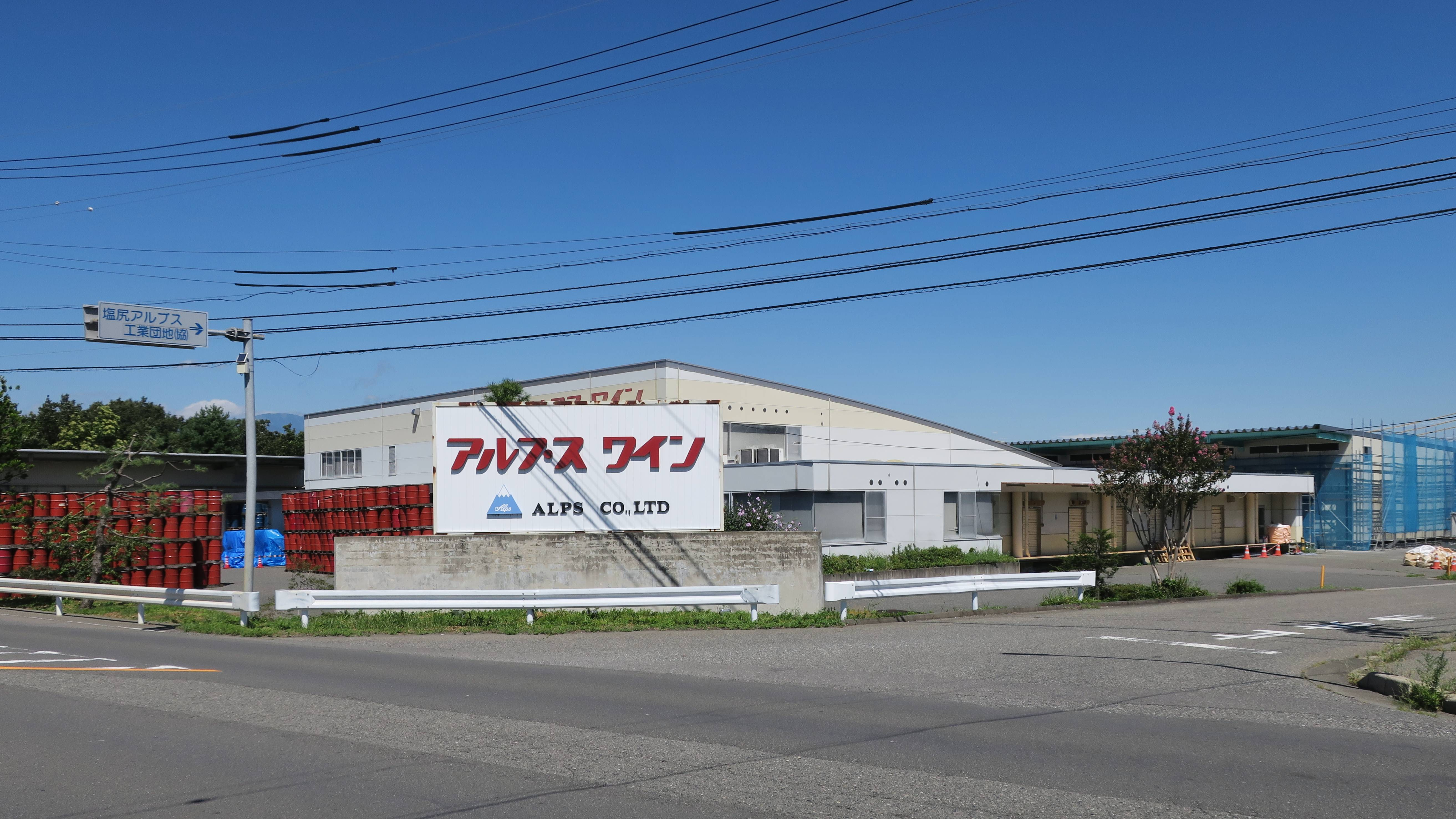
桔梗ヶ原工場

## 受賞歴
「日本ワインコンクール（Japan Wine Competition）」
- 第8回 2010年（平成22年）金賞受賞[5]
  - 国内改良・赤「AW プラチナコレクション マスカット ベリーA 2008R」
- 第10回 2012年（平成24年）金賞受賞[6]
  - 国内改良・赤「ミュゼ ドゥ ヴァン 松本平 ブラッククイーン 2006 」
  - 国内改良・赤、コストパフォーマンス賞「ミュゼ ドゥ ヴァン 桔梗ヶ原 マスカットベリーA 2009」
- 第11回 2013年（平成25年）金賞受賞[7]
  - 国内改良・赤「AW プラチナコレクション マスカット ベリーA 2011R」
- 第12回 2014年（平成26年）金賞受賞[8]
  - 欧州系・赤「ミュゼ ドゥ ヴァン 塩尻 メルロー 2012 リミテッド」
- 第15回 2017年（平成29年） 金賞受賞[9]
  - 欧州系・白「ミュゼドゥヴァン マエストロ 塩尻 シャルドネ 2016」
- 第17回 2019年（令和元年）金賞受賞[10]
  - 欧州系・赤、部門最高賞「ミュゼドゥヴァン ダイナスティ 塩尻メルロー & カベルネフラン 2017」
  - 欧州系・白「ミュゼドゥヴァン エトワール 塩尻ソーヴィニオンブラン（ナイトハーベスト） 2018」
- 第17回 2022年（令和4年）金賞受賞[11]
  - 欧州系・赤「ミュゼドゥヴァン リミテッド塩尻メルロー 2020」

## 交通アクセス
- 鉄道 - JR中央本線塩尻駅
- タクシー - 塩尻駅より約15分

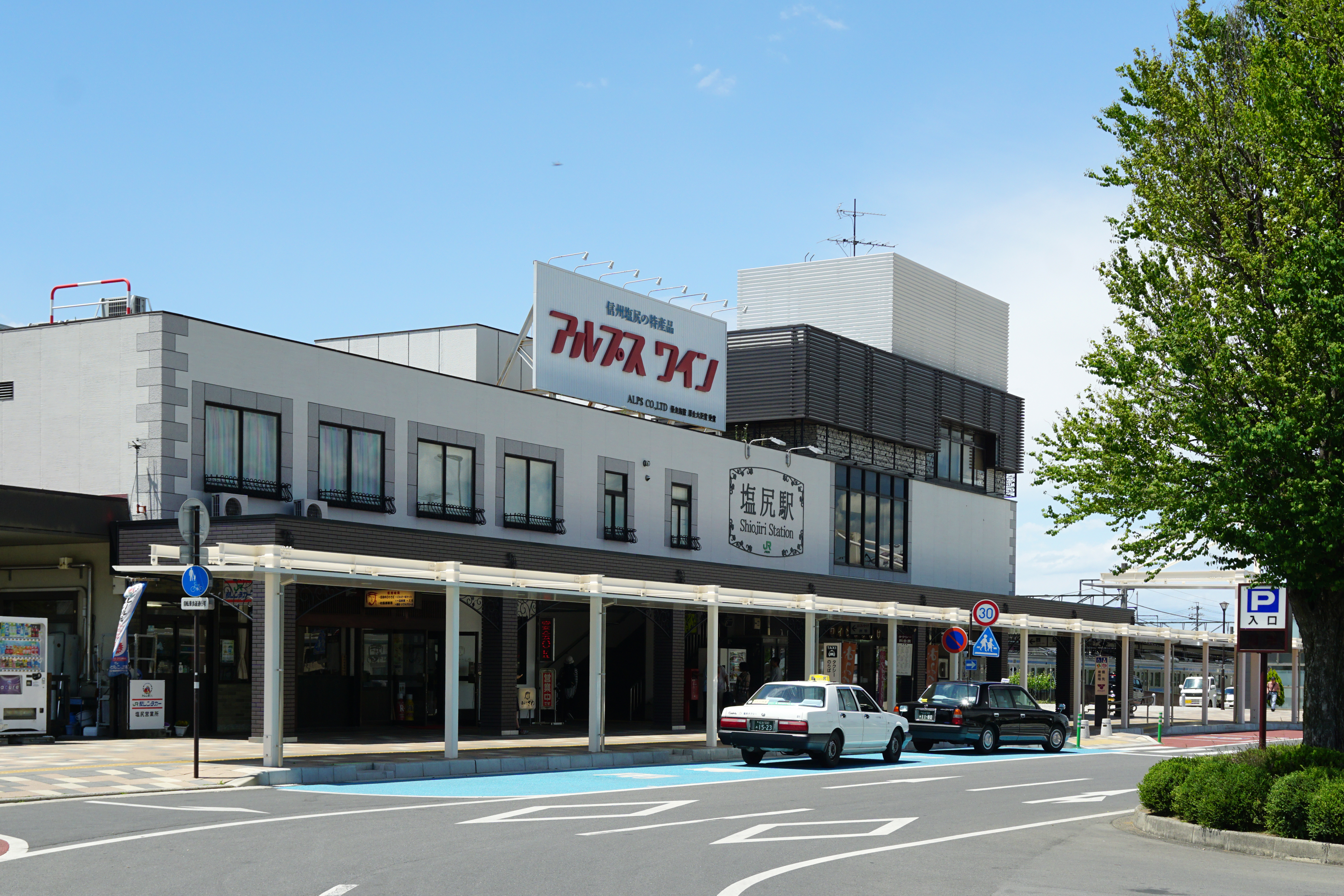
塩尻駅舎に大きく掲示されたアルプスワインの広告（2015年）

- 乗用車 - 中央自動車道塩尻ICより車で20分